# Eleição primária do Partido Republicano no Connecticut em 2012
A eleição primária do Partido Republicano de Connecticut em 2012 será realizada em 24 de abril de 2012. O Connecticut terá 28 delegados na Convenção Nacional Republicana.

## Resultados
| Eleição primária do Partido Republicano no Connecticut em 2012 | Eleição primária do Partido Republicano no Connecticut em 2012 | Eleição primária do Partido Republicano no Connecticut em 2012 | Eleição primária do Partido Republicano no Connecticut em 2012 |
| Candidato                                                      | Votos                                                          | Percentagem                                                    | Estimativa de delegados nacionais                              |
| -------------------------------------------------------------- | -------------------------------------------------------------- | -------------------------------------------------------------- | -------------------------------------------------------------- |
| Mitt Romney                                                    | 40.171                                                         | 67,43%                                                         | 25                                                             |
| Ron Paul                                                       | 8.032                                                          | 13,48%                                                         | 0                                                              |
| Newt Gingrich                                                  | 6.135                                                          | 10,30%                                                         | 0                                                              |
| Rick Santorum                                                  | 4.072                                                          | 6,83%                                                          | 0                                                              |
| Totais                                                         |                                                                |                                                                |                                                                |

| Obs: | Desistiu da eleição |